# Michaił Kukuszkin
Michaił Kukuszkin, ros. Михаил Кукушкин (ur. 26 grudnia 1987 w Wołgogradzie) – kazachski tenisista, reprezentant w Pucharze Davisa, olimpijczyk z Londynu (2012), medalista igrzysk azjatyckich.

## Kariera tenisowa
Karierę zawodową rozpoczął w 2006 roku.
W singlu oprócz zwycięstw w turniejach serii ITF Men's Circuit ma zwycięstwa w zawodach rangi ATP Challenger Tour. Największym osiągnięciem Kukuszkina w dotychczasowej karierze jest zwycięstwo w turnieju rangi ATP World Tour w Petersburgu z października 2010 roku. W drodze po tytuł wyeliminował m.in. Janko Tipsarevicia, a w finale z wynikiem 6:3, 7:6(2) Michaiła Jużnego. Dodatkowo Kazach przegrał trzy singlowe finały.
W 2012 roku zagrał na igrzyskach olimpijskich w Londynie. Zagrał w zawodach singlowych, z których odpadł w 1 rundzie pokonany przez Gillesa Simona.
We wrześniu 2014 roku Kukuszkin zdobył złoty medal podczas igrzysk azjatyckich w Inczonie w konkurencji gry drużynowej mężczyzn.
Od roku 2008 jest reprezentantem Kazachstanu w Pucharze Davisa. Do końca 2016 roku rozegrał dla zespołu 31 pojedynków, z których 18 wygrał.
W rankingu gry pojedynczej Kukuszkin najwyżej był na 39. miejscu (25 lutego 2019), a w klasyfikacji gry podwójnej na 67. pozycji (2 marca 2020).

### Finały w turniejach ATP Tour
| Legenda                                      |
| -------------------------------------------- |
| Wielki Szlem                                 |
| Igrzyska olimpijskie                         |
| Tennis Masters Cup / ATP Finals              |
| ATP Masters Series / ATP Tour Masters 1000   |
| ATP International Series Gold / ATP Tour 500 |
| ATP International Series / ATP Tour 250      |

#### Gra pojedyncza (1–3)
| Końcowy wynik | Nr | Data                 | Turniej    | Nawierzchnia  | Przeciwnik         | Wynik finału  |
| ------------- | -- | -------------------- | ---------- | ------------- | ------------------ | ------------- |
| Zwycięzca     | 1. | 1 listopada 2010     | Petersburg | Twarda (hala) | Michaił Jużny      | 6:3, 7:6(2)   |
| Finalista     | 1. | 20 października 2013 | Moskwa     | Twarda (hala) | Richard Gasquet    | 6:4, 4:6, 4:6 |
| Finalista     | 2. | 17 stycznia 2015     | Sydney     | Twarda        | Viktor Troicki     | 2:6, 3:6      |
| Finalista     | 3. | 24 lutego 2019       | Marsylia   | Twarda (hala) | Stefanos Tsitsipas | 5:7, 6:7(5)   |